# Rejectaria rosimonalis
Rejectaria rosimonalis là một loài bướm đêm trong họ Noctuidae.